# Gendarmerie royale du Canada au Québec
 (mars 2025).
Si vous disposez d'ouvrages ou d'articles de référence ou si vous connaissez des sites web de qualité traitant du thème abordé ici, merci de compléter l'article en donnant les références utiles à sa vérifiabilité et en les liant à la section « Notes et références ».
Pour les articles homonymes, voir GRC.
La Gendarmerie royale du Canada au Québec, communément appelée « Division C », joue le rôle de police fédérale dans la province de Québec. Les quelque 1 500 policiers, membres civils et employés de la fonction publique canalisent leurs efforts dans des créneaux tels que l'intégrité financière, la sécurité nationale et frontalière et la lutte contre le crime organisé. La Gendarmerie royale du Canada au Québec dispose de ressources particulières pour ses enquêtes, en plus d'offrir des services de protection aux dignitaires et un volet de prévention du crime auprès des communautés. Elle procure des services dans chacune des régions du Québec.
Les enquêtes de la Division C, strictement fédérales, se distinguent de la philosophie de la police de proximité telle qu'on la connaît ailleurs au Canada ou chez ses partenaires policiers du Québec. Cependant, en joignant ses efforts et ses activités de renseignement criminel à ceux de ses partenaires à l'échelon local et à l'étranger, elle mène des enquêtes interterritoriales fructueuses.

## Structure
En plus de son quartier général situé à Montréal, les détachements de la Division C sont divisés géographiquement en deux districts, Est et Ouest.
```
Pour consulter l'adresse des différents détachements

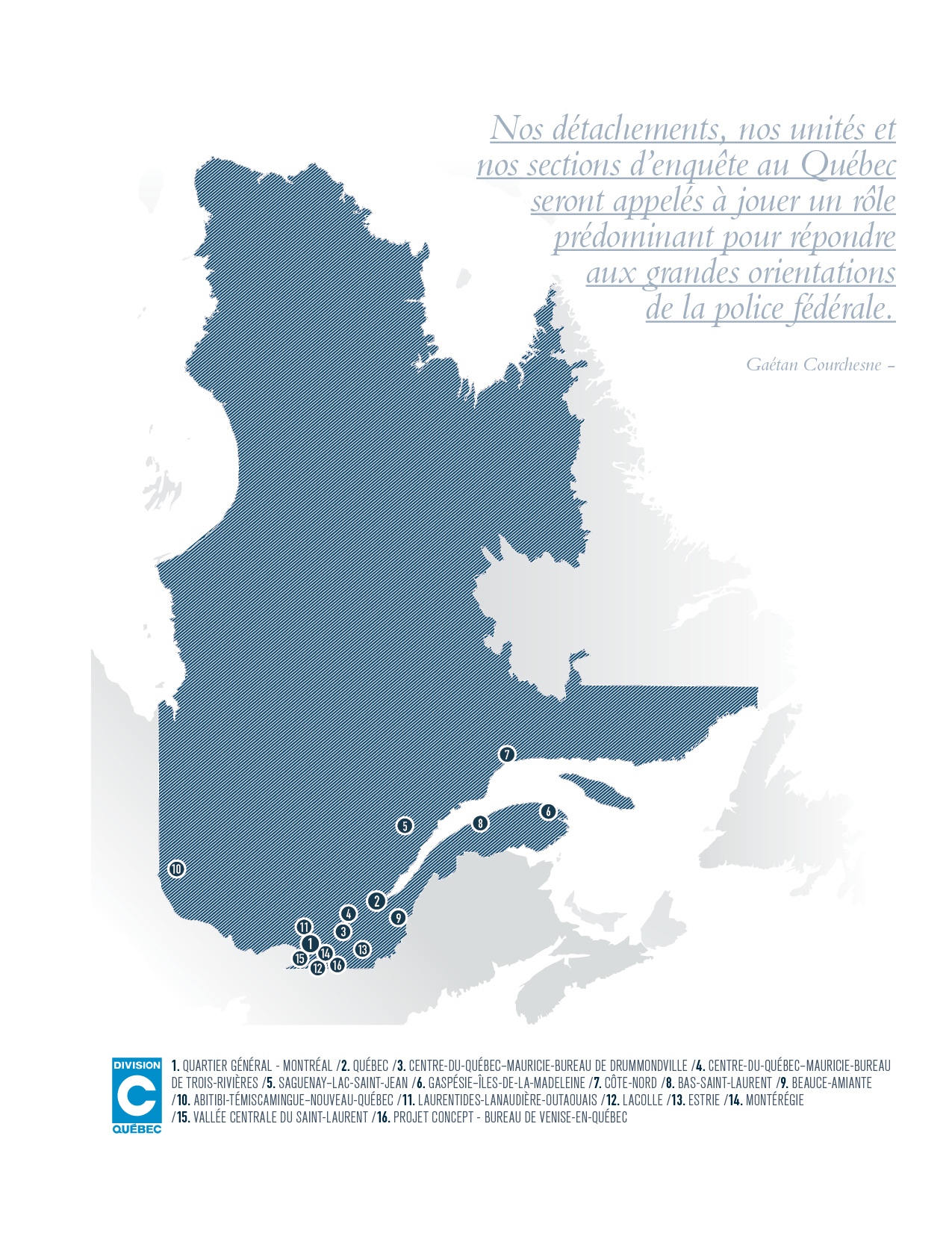
Carte des détachements de la Division C

```

## Historique
C'est en 1920, à Montréal, que le Gouvernement autorise la Gendarmerie à établir son premier détachement de 10 hommes au Québec. Ce bureau avec casernes était situé dans un vieil immeuble situé au 283 de la rue Sherbrooke, en face de l'entrée principale de l'Université McGill, et est détruit en 1940. L'officier commandant à l'époque était le surintendant Wilcox, connu surtout pour son travail dans l'ouest du pays. Du côté de la ville de Québec, la GRC établit un détachement d'un homme la même année, pour ainsi desservir les deux plus grands centres d'habitations de la province. Peu de temps après, on retrouvait la GRC le long de la frontière internationale pour percevoir les frais de douane et sécuriser l'immigration.
La Division C appliquait déjà à l'époque une quarantaine de lois fédérales. Vers 1921, la GRC établit quelques détachements près des réserves indiennes pour y maintenir la paix et appliquer la Loi sur les Indiens, régissant particulièrement la consommation et la vente de boissons alcooliques.

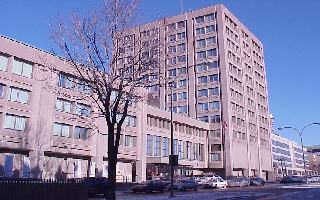
Quartier général à Montréal aujourd'hui

Il est intéressant de se rappeler qu'entre 1920 et 1932, le Québec était reconnu tout simplement comme un district sans désignation alphabétique, tandis que l'Ontario-Est portait la désignation de la division « A » et l'Ontario-Ouest, celle de la division « O ». À cette époque, la désignation de la lettre « C » appartenait au Manitoba, où le poste divisionnaire était situé à Brandon.
La mise en application des lois sur les Indiens, de la Loi sur les douanes et de la Loi sur les oiseaux migrateurs constituait le principal travail des détachements, tandis que l'application de la loi sur les narcotiques et sur la fausse monnaie constituait une partie importante des tâches policières à Montréal.
L'année 1932 marque le premier changement majeur de la Gendarmerie au Québec. Cette dernière absorbe le service préventif des douanes et accises. Les 175 membres, ainsi que leurs 35 navires et équipages, qui étaient autrefois assujettis à ce département, deviennent sous la direction de la GRC. C'est ainsi que la Gendarmerie obtient son propre Service de la marine.
D'un effectif restreint de 33 membres et quatre détachements en 1931, la Gendarmerie passe à 156 hommes et 31 détachements au Québec. À la suite des nouvelles fonctions qu'apportait la fusion aux douanes et accises, les agents devaient patrouiller sur l'eau, dans les airs et sur terre pour contrer les contrebandiers de spiritueux et autres marchandises, ou porter secours aux navires en détresse.
Les augmentations d'effectifs nécessitent une nouvelle répartition des districts de la Gendarmerie. On abandonne le terme « district », pour désigner le territoire du Québec sous l'appellation « Division C », qui était désormais confiée au surintendant Dawn.
Au fil des années, la Division C évolue au rythme de la société pour devenir une équipe moderne aux techniques d'enquête raffinées et au mandat élargi, dont la notoriété ne cesse de croître sur le plan international.

### Événements ayant marqué le travail et l'histoire de la GRC au Québec

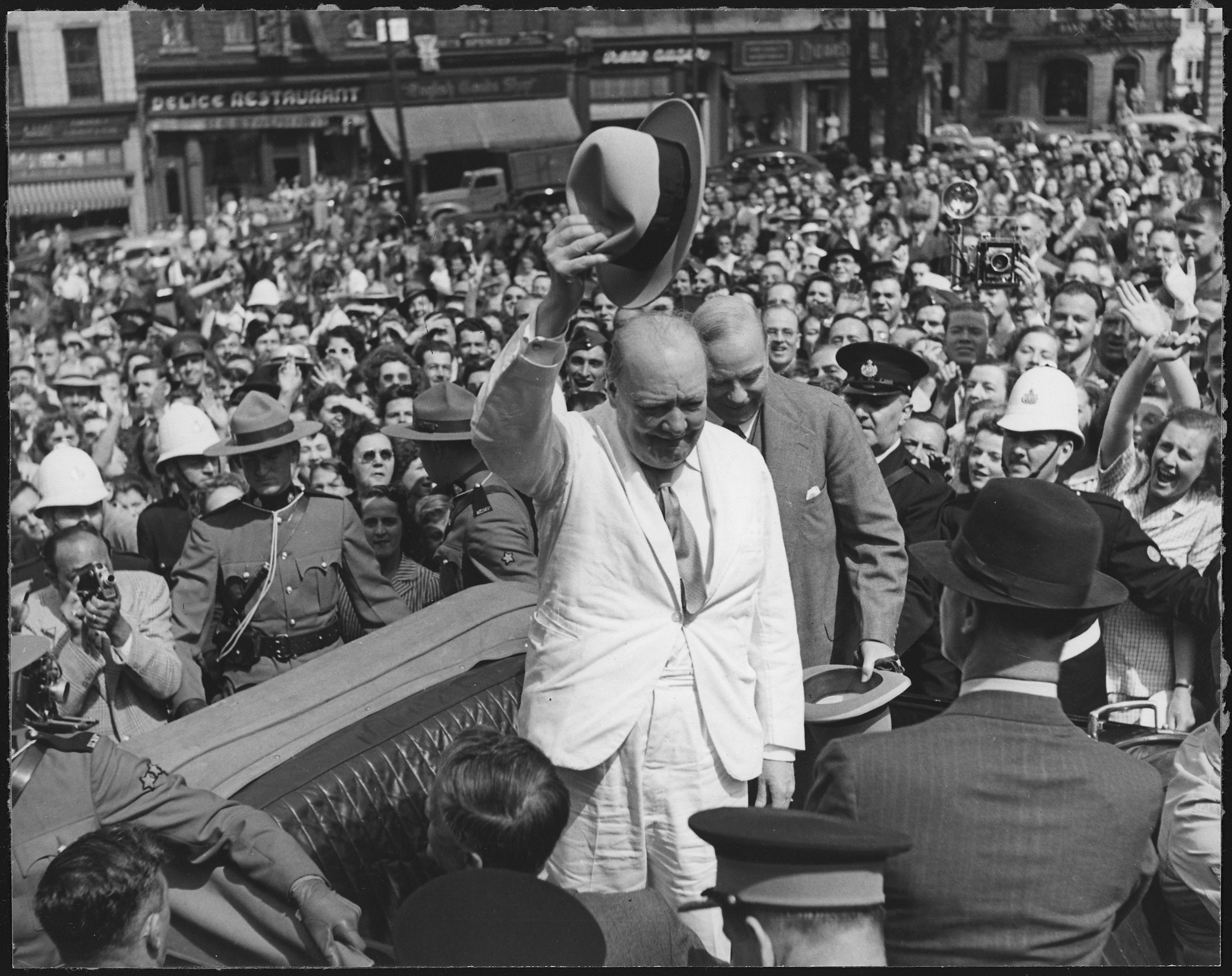
Winston Churchill à Québec.

Plusieurs événements importants ayant eu lieu au Québec ont nécessité le travail de la GRC. En effet, parmi ses nombreuses fonctions, la Gendarmerie doit s'occuper de la protection des visiteurs de marque qui viennent au Canada, ainsi que de prêter main-forte aux autres corps policiers de la province lors d'événements majeurs.
- Visite de Winston Churchill et Franklin Roosevelt à Québec en 1943

En 1943, la Seconde Guerre mondiale dévaste l'Europe. Des troupes américaines et canadiennes rejoignent leurs alliés européens sur le front. Pour élaborer des stratégies en vue de vaincre les poussées dévastatrices de l'ennemi, les deux chefs d'État ont tenu depuis 1939 cinq conférences. Pour leur sixième rencontre, ils choisissent la ville de Québec. C'est donc au cœur de cette vieille ville fortifiée que, du 17 au 24 août 1943, le président américain Franklin Delano Roosevelt et le premier ministre britannique Winston Churchill se concertent lors de la conférence de Québec. Accueillis par le premier ministre canadien William Lyon Mackenzie King et accompagnés de hauts gradés de leurs armées, ils organisent des opérations militaires en vue d'assurer la victoire des Alliés sur les forces de l'Axe.
- Visite du général français Charles de Gaulle au Québec le 12 juillet 1944

De passage en Amérique quelques semaines après le débarquement allié en Normandie, le général Charles de Gaulle effectua une visite à Québec et à Montréal. Bien que son passage ne dura que quelques heures, il eut l'occasion d'assister à une  réception donnée à l'hôtel Windsor à Montréal, où des dignitaires s'étaient réunis pour l'accueillir, dont le premier ministre du Québec, Adélard Godbout.
- Expo 67 et la visite de Charles de Gaulle

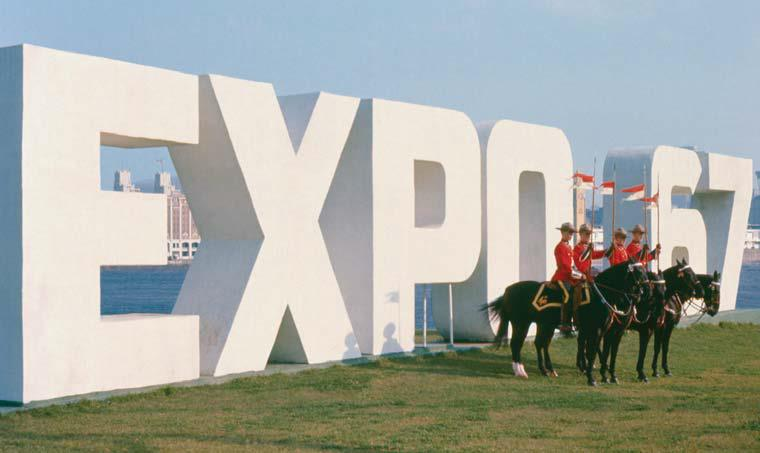
Des policiers de la GRC à Expo 67,

L'exposition universelle de Montréal Expo 67 ouvre ses portes, et le Québec devient le centre du monde pendant tout l'été. En visite officielle au Québec pour l'occasion, et accueilli en grande pompe, le président de la France, le général Charles de Gaulle, déclare du haut du balcon de l'hôtel de ville de Montréal : « Vive le Québec libre ! ». Il est acclamé par une foule en délire.
- Les Jeux olympiques d'été de 1976 à Montréal

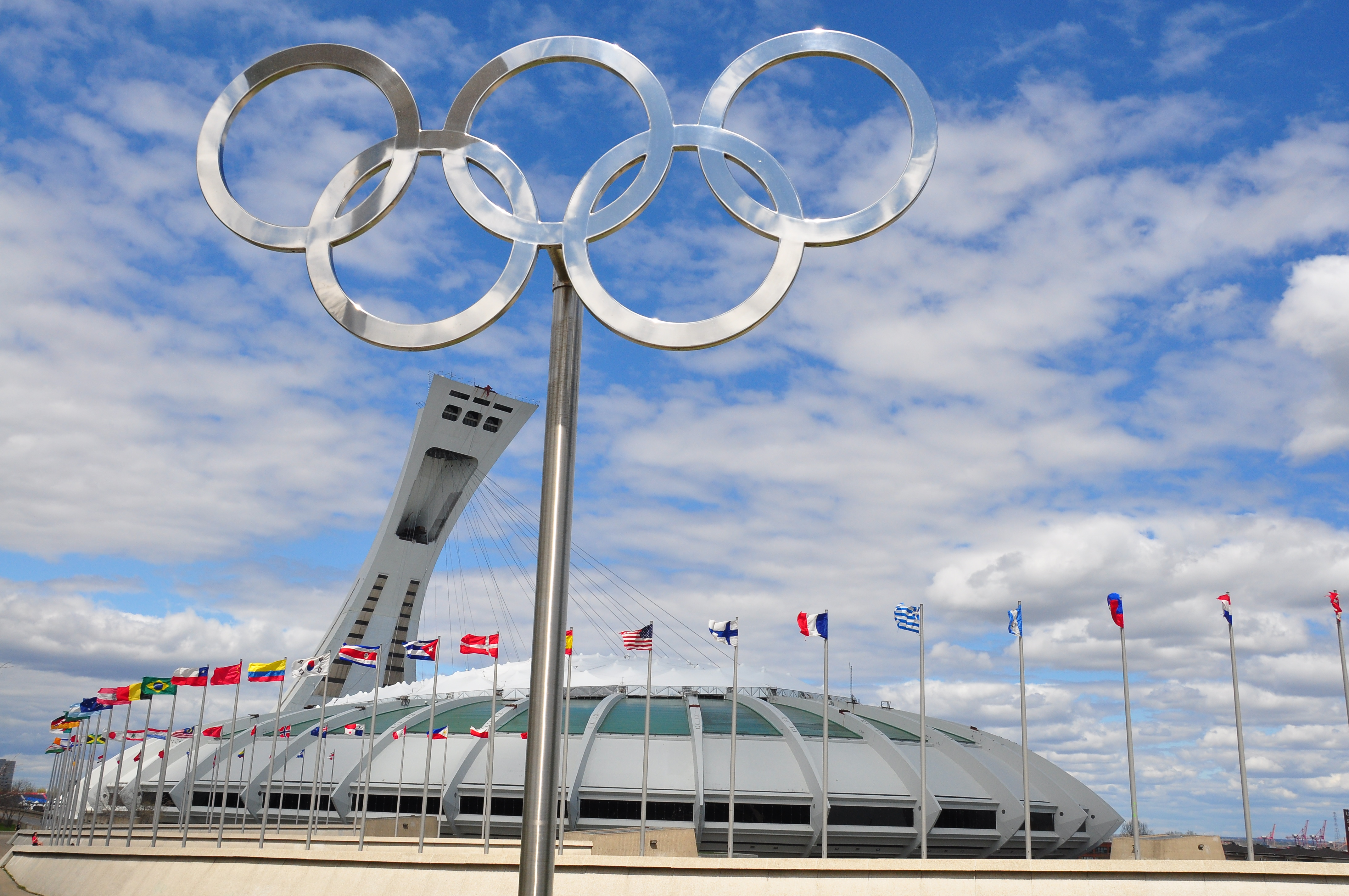
Les Jeux olympiques à Montréal.

Le 17 juillet 1976, le monde entier assiste aux cérémonies d'ouverture des Jeux de la XXIe Olympiade à Montréal. C'est à cette occasion qu'est construit le fameux Stade olympique, symbole architectural de Montréal. Cet édifice représente la plus haute tour inclinée au monde.
- Le Sommet des Amériques de Québec en 2001

Du 20 au 22 avril 2001, 34 chefs d'État et de gouvernement démocratiquement élus de l'Amérique du Nord, de l'Amérique centrale, de l'Amérique du Sud et des Caraïbes se sont réunis à Québec à l'occasion du troisième sommet des Amériques. La rencontre est probablement mieux connue pour l'ensemble de dispositifs de sécurité mis en place pour l'événement et pour les nombreuses manifestations civiles qui ont entouré les négociations. Les mouvements de protestation du sommet de Québec (aussi appelés A20) figurent parmi les plus importantes manifestations altermondialistes à ce jour, rassemblant plus de 50 000 manifestants provenant de partout en Amérique. Cet événement international est en somme la plus grande opération de sécurité de l'histoire canadienne, durant laquelle la GRC a joué un rôle déterminant.
- Le sommet de la francophonie de Québec en 2008

Au mois d'octobre 2008, la ville de Québec a été le théâtre du plus grand déploiement protocolaire à ce jour, à se tenir au pays avec la visite de 70 chefs d'État, lors de la XIIe conférence des chefs d'État et de gouvernement ayant le français en partage, communément appelée sommet de la Francophonie.
Ce sommet est l'occasion pour les dirigeants mondiaux ayant le français en partage, d'échanger sur les questions de politique internationale, d'environnement, de coopération francophone, de droits de la personne, d'éducation, de culture et de démocratie. Ce sommet a lieu tous les deux ans. Il est la plus haute instance de la francophonie.
En plus de la Gendarmerie royale du Canada, du Service de police de la Ville de Québec et de la Sûreté du Québec, la sécurité entourant le Sommet de la Francophonie a également nécessité la contribution de plusieurs ministères et partenaires fédéraux, provinciaux et municipaux.

## Les services de la GRC au Québec
Partout dans la Division, la GRC poursuit son engagement à maintenir la paix, à assurer le respect de la loi et à offrir un service de qualité à la communauté. Son engagement se manifeste par la volonté à faire preuve de leadership dans ses nombreuses activités policières. Même si elle concentre principalement ses efforts à la lutte contre les organisations hautement criminalisées sur le plan national et international, les responsabilités de la GRC au Québec sont néanmoins très diversifiées. Dans cette section, vous en apprendrez davantage sur le travail qui est fait à la Division C.

### Lutte contre le crime organisé
Le crime organisé est l'une des cinq priorités stratégiques de la GRC. Le Code criminel du Canada le définit comme étant un crime commis par un groupe composé d'au moins trois personnes et dont l'un des objets principaux ou l'une des activités principales est de commettre ou de faciliter une ou plusieurs infractions graves dont le motif premier est le profit. Les réseaux criminels organisés représentent un problème d'envergure internationale qui ne connaît aucune frontière. C'est pourquoi la GRC mise sur une philosophie prônant le partenariat avec le public et les autres organismes d'application de la loi du Canada et de l'étranger dans la réalisation de ses enquêtes.

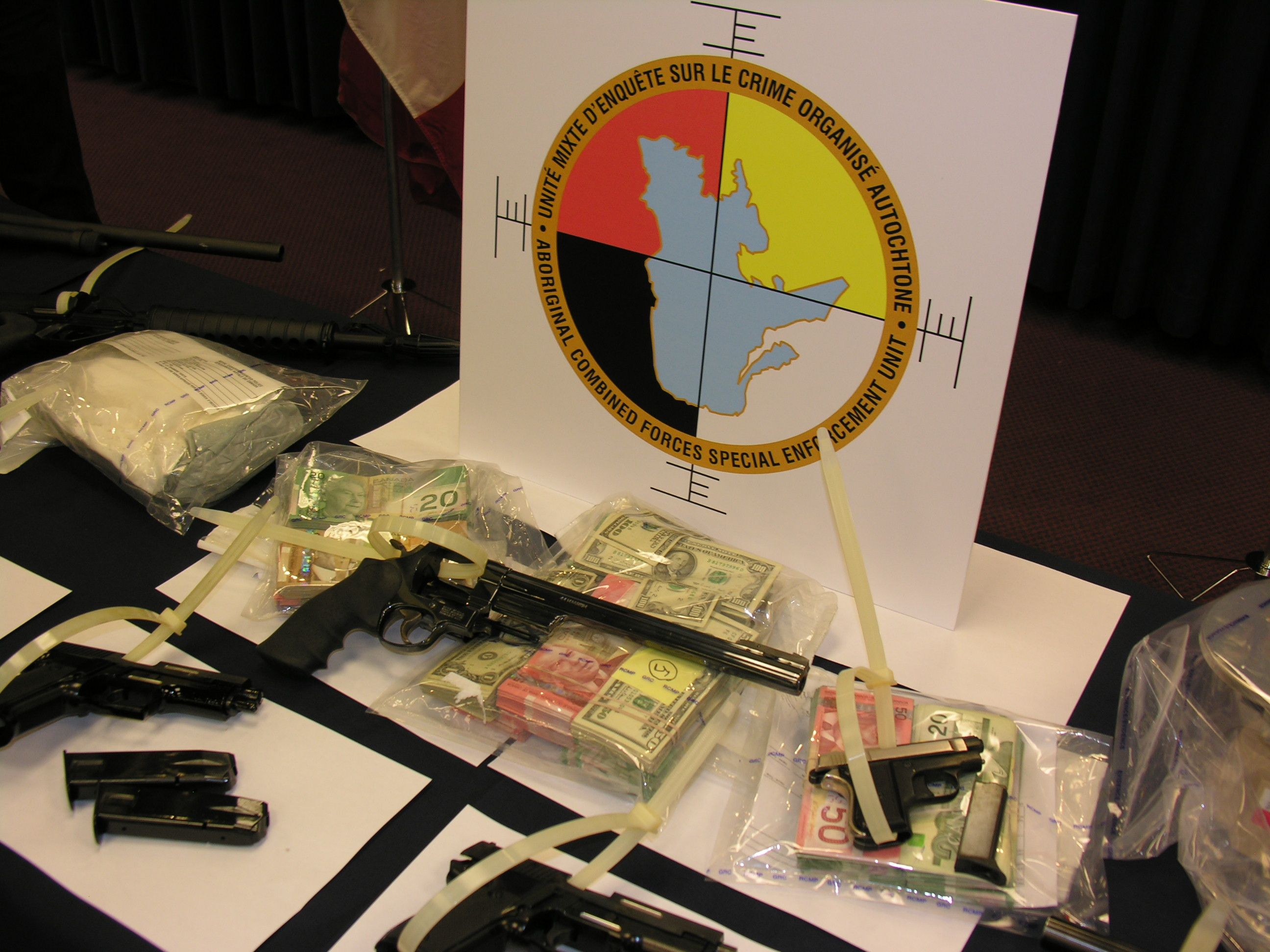
Saisie d'argent « sale » et d'armes.

#### Unité mixte des produits de la criminalité (UMPC)
Les enquêteurs de l'Unité mixte des produits de la criminalité s'attaquent aux organisations criminelles en ciblant la motivation même de celles-ci, c'est-à-dire en saisissant les biens acquis par les criminels avec de l'argent « sale » généré par des activités illégales. Ils peuvent compter sur la collaboration de nombreux partenaires internes, de diverses agences externes, d'autres services policiers, des agences d'application de la loi étrangères, des banques et des ordres professionnels.

#### Unité mixte d'enquête sur le crime organisé (UMECO)
L'Unité mixte d'enquête sur le crime organisé (UMECO) est une équipe pluridisciplinaire intégrée qui, avec la participation de partenaires locaux, nationaux et internationaux, mène des enquêtes sur la criminalité de conjoncture supérieure dans le but de freiner l'expansion et le développement du crime organisé au Québec.

#### Unité mixte d'enquête sur le crime organisé autochtone (UMECO-A)
L'UMECO autochtone a pour mission d'établir la paix sociale dans les communautés autochtones par une lutte continuelle contre les organisations criminelles sur les territoires des Premières Nations. Son objectif est d'enquêter, de poursuivre et de démanteler les organisations criminelles qui nuisent aux intérêts des communautés autochtones du Québec, qui les affectent, qui les intimident et qui constituent une menace directe au bien-être des collectivités.

### L'intégrité financière
Mener une lutte efficace et dynamique contre le crime organisé afin de protéger l'intégrité de l'économie canadienne caractérise la mission des enquêteurs de l'Intégrité financière. Leur rôle consiste à prévenir les crimes connus sous le nom de « criminalité en col blanc » de nature fédérale ou de portée nationale et internationale. Ils offrent un haut niveau de compétences d'experts dans leurs techniques d'enquête, lesquelles sont à la fois innovatrices et efficaces.

#### Groupe intégré de la criminalité technologique (GICT)
Le Groupe intégré de la criminalité technologique (GICT) est composé d'enquêteurs policiers et de membres civils chargés de lutter contre les crimes de nature informatique, autant d'envergure nationale qu'internationale, et de fournir une assistance technique aux autres services d'enquête. La GICT se penche sur des infractions telles que l'accès non autorisé à un ordinateur ou à un réseau, l'altération de données informatiques (vol, manipulation, destruction, etc.) et la possession d'équipements ou de mots de passe visant et facilitant ces fins. Le mandat du GICT comporte quatre volets distincts : les enquêtes, le soutien informatique, les renseignements et la prévention.

##### Types d'enquêtes
- Procéder à l'enquête de délits informatiques lorsque le gouvernement fédéral est la victime.
- Mener et coordonner les enquêtes d'activités criminelles ou terroristes visant les infrastructures essentielles canadiennes d'un point de vue technologique.
- Participer à des enquêtes conjointes de sécurité nationale qui présentent une importance technologique.
- Dans le cas où le volet de criminalité technologique a une importance comparable au crime substantif, procéder à une enquête conjointe avec le service de la GRC ayant juridiction primaire sur le crime substantif.
- Si la GRC n'a pas la compétence principale, enquêter avec le consentement de l'autre service de police les infractions d'intérêt national ou international qui impliquent une perte financière considérable ou qui sont extrêmement complexes.
- Procéder à l'enquête de crimes technologiques locaux, à la demande du service policier ayant juridiction primaire, sujet à la disponibilité des ressources nécessaires et en conformité avec les législations en vigueur.

Pour en apprendre plus sur la criminalité technologique

#### Équipe intégrée de la police des marchés financiers (EIPMF)
L'Équipe intégrée de la police des marchés financiers (EIPMF) a le mandat d'enquêter sur les cas de fraudes financières majeures impliquant des entreprises à forte capitalisation boursière et pour lesquelles les allégations de fraudes peuvent fortement ébranler ou discréditer la confiance des investisseurs sur les marchés financiers canadiens. Ces enquêtes englobent les principales infractions reliées au crime financier, telles que la fraude, la manipulation frauduleuse d'opérations boursières, les faux états financiers, les faillites frauduleuses, les commissions secrètes, etc.

### Intégrité frontalière[6]
Le programme de l'Intégrité frontalière de la Division C contribue à assurer la sécurité du Canada et à protéger les Canadiens contre le terrorisme, le crime organisé et les autres formes de criminalité transfrontalière, tout en favorisant les déplacements sécuritaires et efficaces des personnes et des biens. Afin d'arriver à son but, la Division C travaille en collaboration étroite avec divers organismes gouvernementaux provinciaux, nationaux et internationaux ainsi que la collectivité en général.

#### Équipes intégrées de la police des frontières (EIPF)
Les Équipes intégrées de la police des frontières (EIPF) œuvrent en étroite collaboration avec leurs partenaires canadiens et américains. Leur mandat consiste à cibler les activités criminelles et à assurer la sécurité nationale à la frontière.

#### Programme de surveillance côtière et aéroportuaire
Ce programme a été créé pour favoriser l'identification des personnes, des bateaux, des véhicules et des aéronefs pouvant constituer une menace à la sécurité du territoire, ou pouvant être impliqués dans des activités illégales.

#### Équipe nationale d'enquêtes portuaires (ENEP)
La Stratégie nationale des ports s’inscrit dans une vision globale de l'organisation en matière de protection de l’intégrité des frontières. À la Division C, le rôle des enquêteurs consiste à coordonner la collecte de renseignements visant à perturber sérieusement ou à éliminer la capacité des organisations criminelles à utiliser les ports pour faire entrer au pays des marchandises ou des personnes pouvant présenter des risques pour la sécurité nationale.

#### Section des enquêtes fédérales aéroportuaires (SEFA)
Les enquêteurs de la section des enquêtes fédérales aéroportuaires ont la responsabilité de combattre le crime organisé à l’aéroport international Pierre-Elliott-Trudeau à Montréal, de prêter assistance aux partenaires et autorités aéroportuaires tout en collaborant avec ceux-ci pour assurer la sécurité des passagers.

#### Équipe des enquêtes sur la sûreté maritime (EESM)
Cette initiative maritime est dirigée conjointement par la GRC et la Garde côtière canadienne afin d'améliorer la sécurité nationale et de renforcer la capacité d'intervention du Canada en cas de menaces. Elle permet d'accroître la présence policière en mer dans une région où de nombreux bateaux, petits et gros, naviguent. Ainsi, des navires sont déployés sur les Grands Lacs et la voie maritime du Saint-Laurent afin d'effectuer des patrouilles de sécurité.

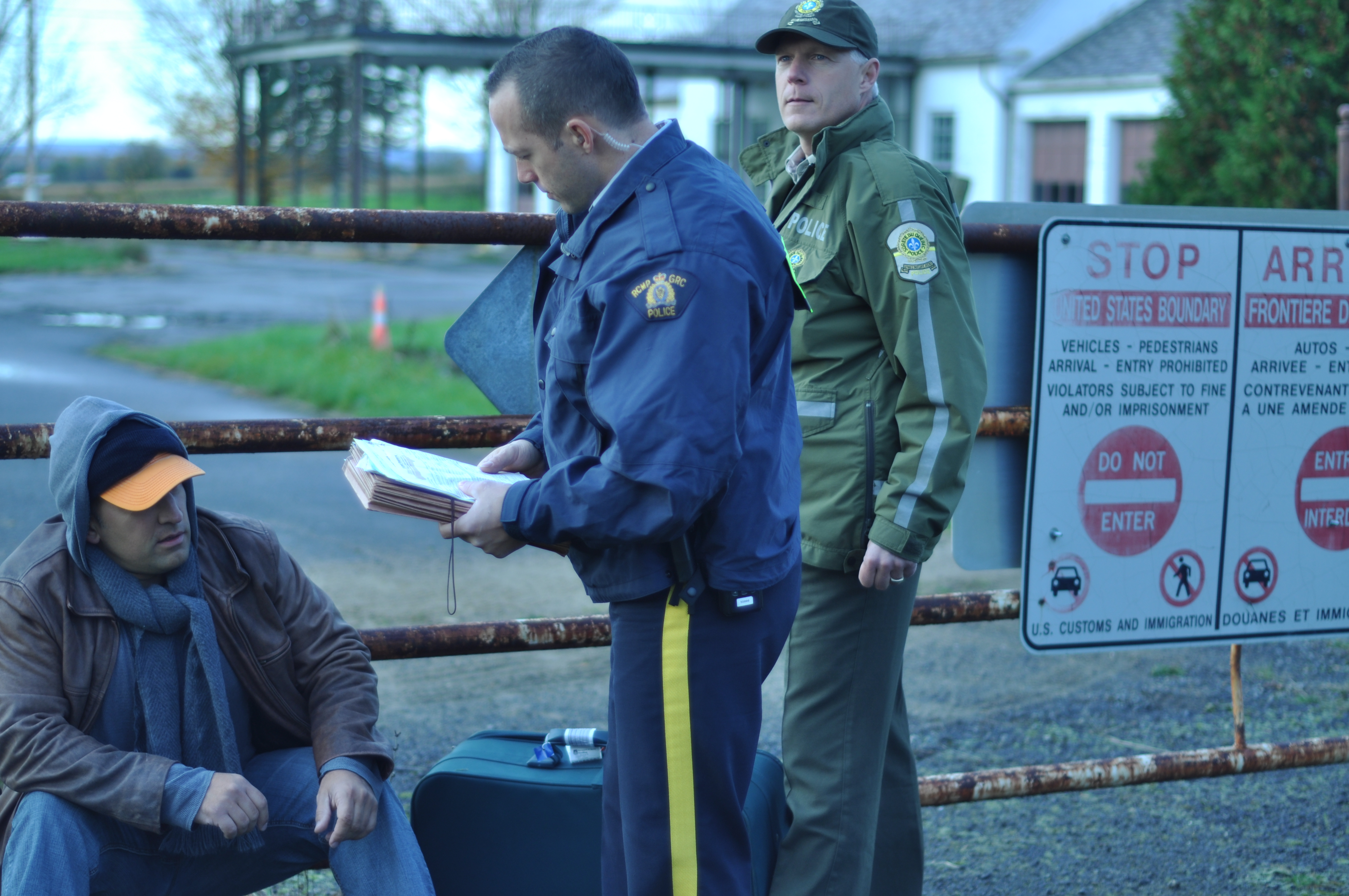
Arrestation d'un immigrant à la frontière
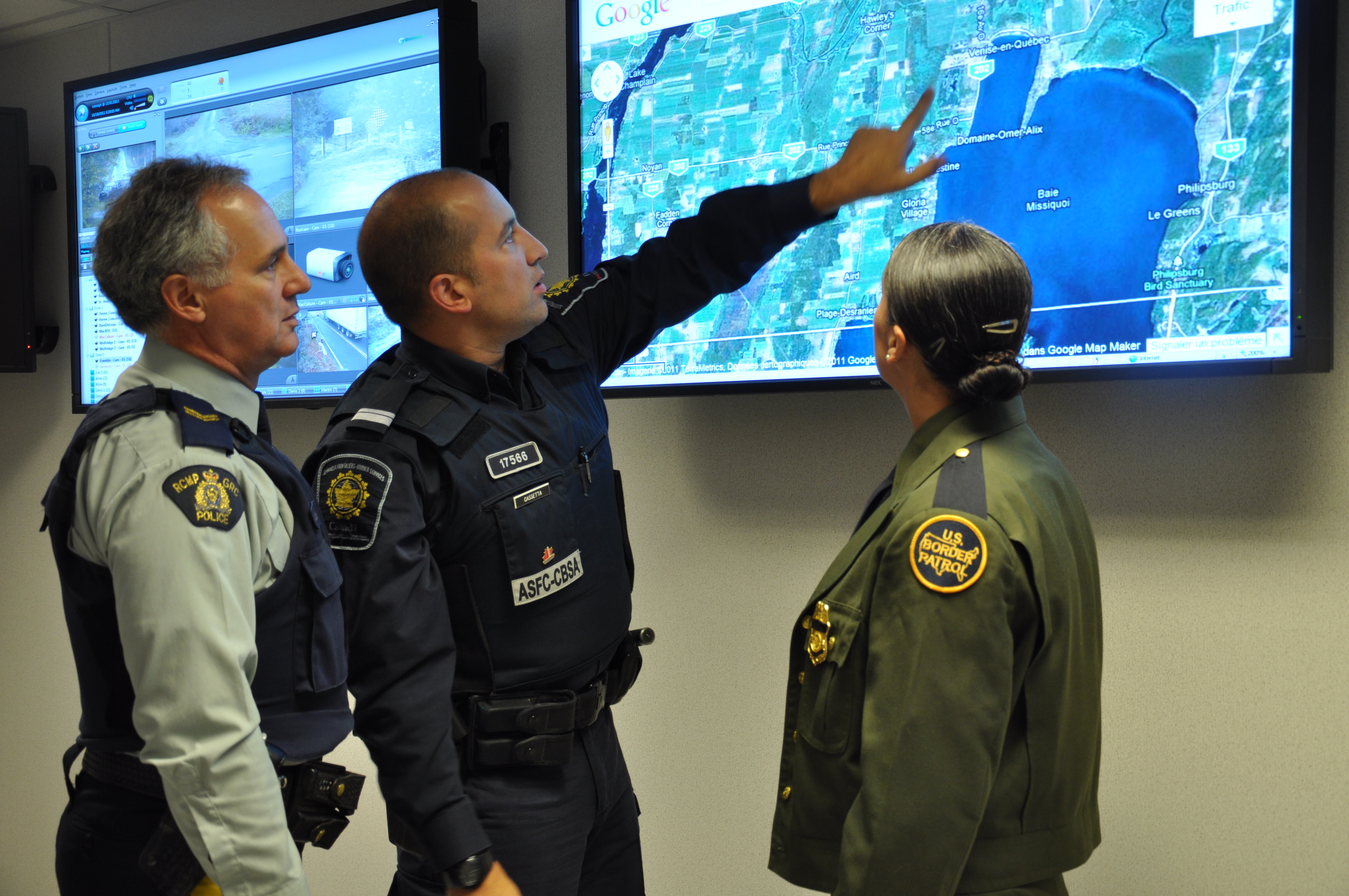
Sécurité frontalière
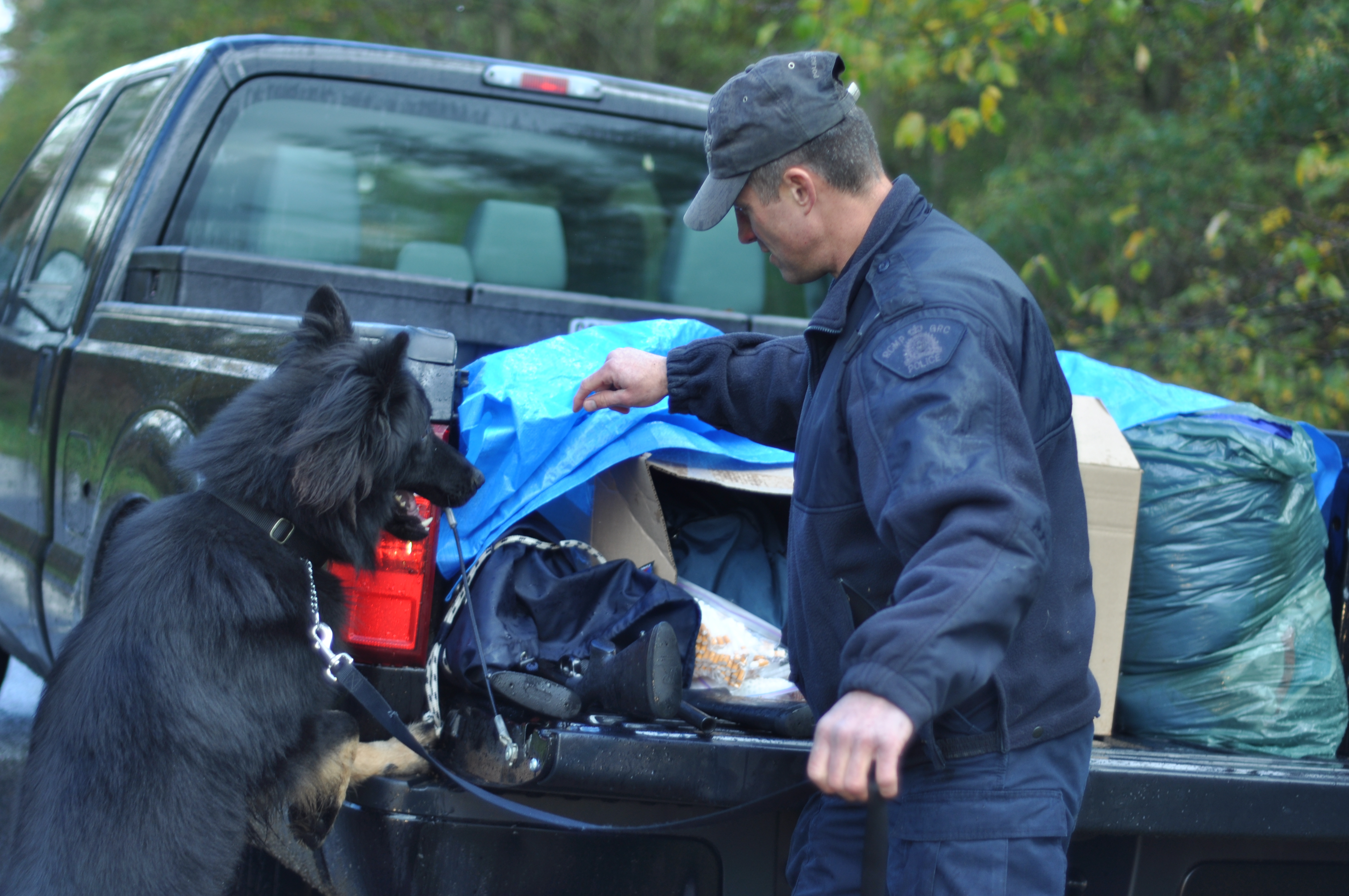
Section des douanes et de l'accise : Interception de produits du tabac illégaux
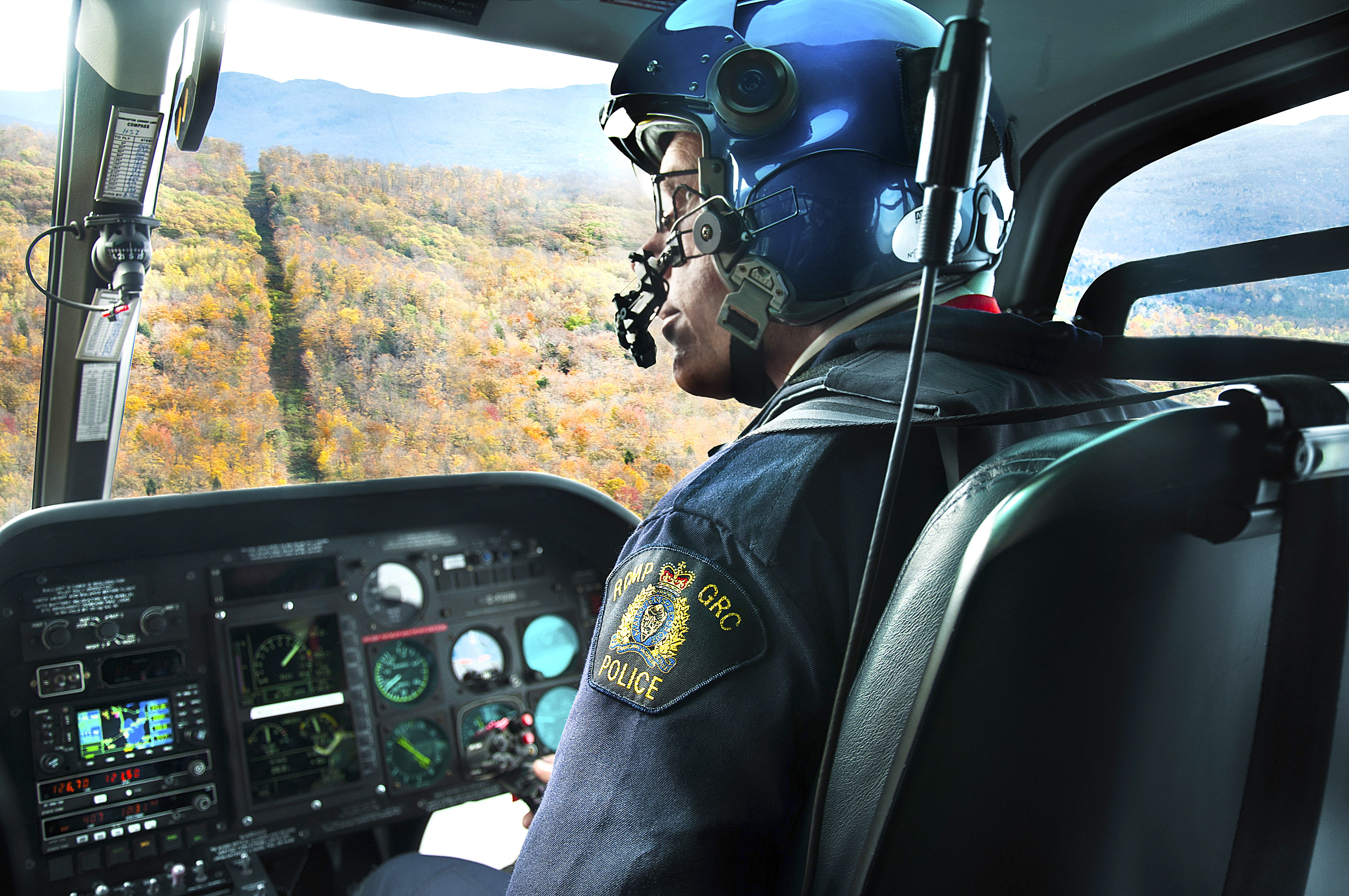
Surveillance aérienne
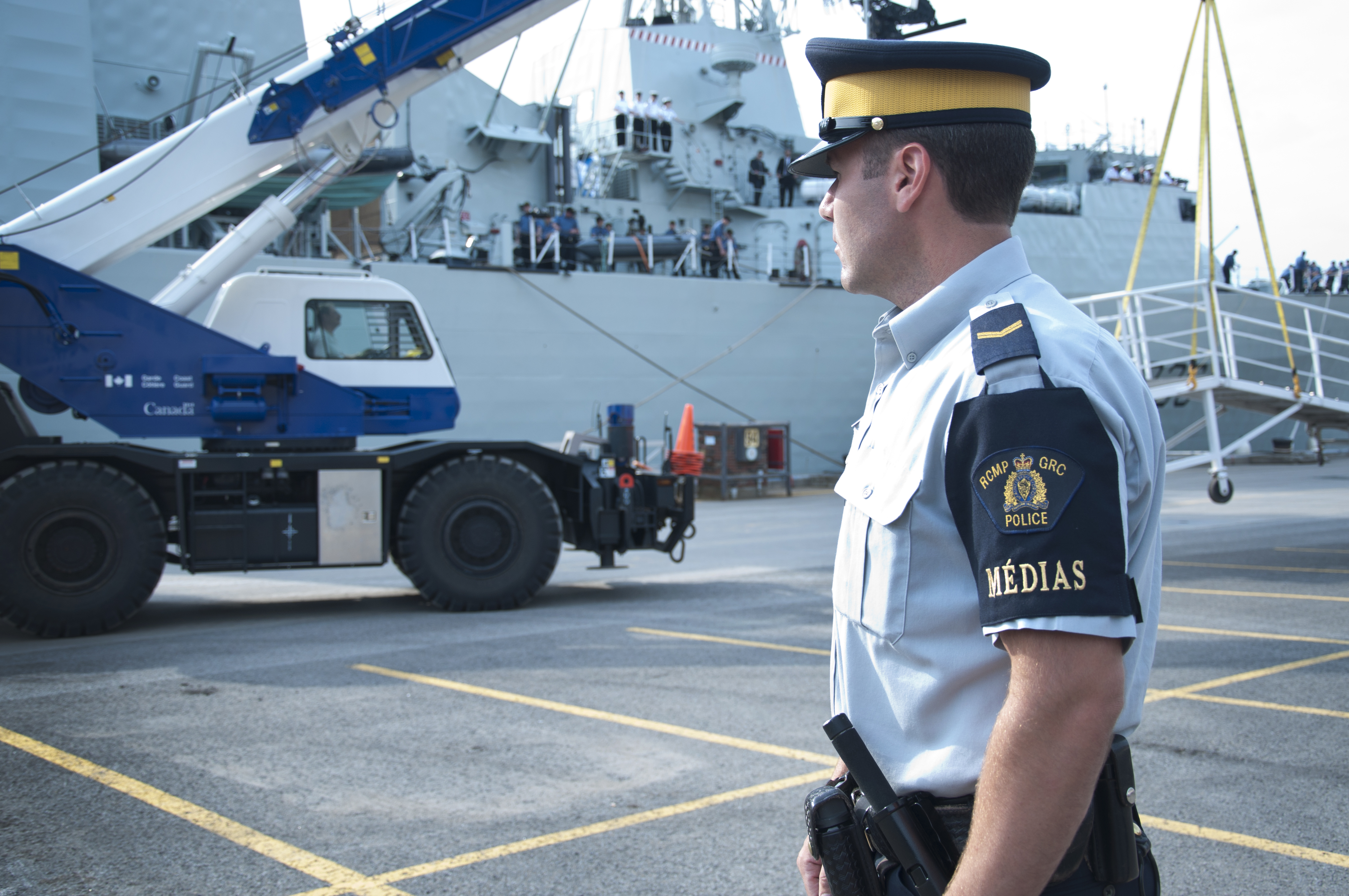
Sécurité portuaire
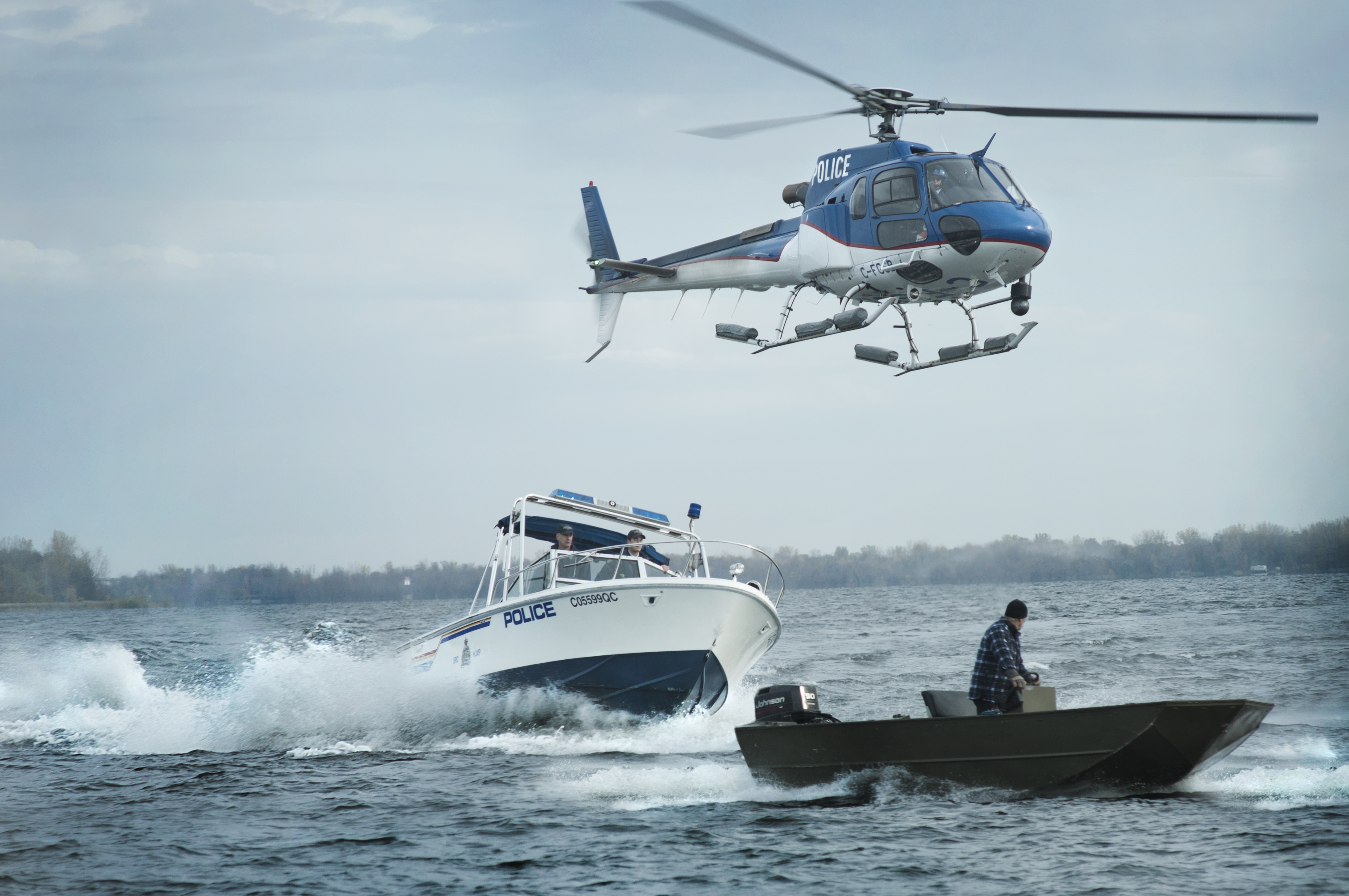
Sécurité maritime

### Sécurité nationale
Dans le cadre d'une évolution constante de la nature des menaces à la sécurité nationale et du perfectionnement technologique des cellules à l'origine de ces actes, la lutte contre le terrorisme doit se montrer toujours plus efficace et développer des stratégies de prévention et de détection de ces menaces.
De plus, puisque les menaces qui pèsent sur le Canada sont parfois à caractère international, la sécurité nationale est intimement liée à la sécurité internationale. Parallèlement, ces menaces internationales ont souvent une incidence directe sur la sécurité des Canadiens.

#### Équipe intégrée sur la sécurité nationale (EISN)
Partout sur le territoire, l'Équipe intégrée sur la sécurité nationale veille à l'application des lois traitant des activités criminelles qui, de manière directe ou indirecte, constituent une menace à la sécurité ou aux intérêts de l'État ou qui peuvent nuire au bon déroulement des affaires du gouvernement. Son champ d'action comprend, entre autres, l'espionnage, le sabotage, la sédition, la trahison, le terrorisme, l'extrémisme, les infractions commises à l'encontre de dignitaires ou de diplomates canadiens ou étrangers, ainsi que celles dont le but est de soutenir ou de financer les personnes impliquées dans la commission d'actes de même nature.
L'Équipe intégrée sur la sécurité nationale répond à ce besoin d'efficacité en matière de prévention et de détection en adoptant une approche intégrée avec différents partenaires locaux, nationaux et internationaux afin de faciliter l'échange d'informations menant à la détection et à l'arrestation d'individus qui trament des actions terroristes ou qui se livrent à des activités criminelles liées à l'élaboration d'actes terroristes.

### Renseignement criminel
Le renseignement revêt une importance primordiale pour une organisation comme la Gendarmerie royale du Canada, dont le mandat ultime est de servir et de protéger les citoyens canadiens. La Section des renseignements et analyses criminels est chargée de recueillir, de colliger et d'analyser les renseignements sur les éléments criminels de notre territoire. La Section fournit un soutien direct à tous les autres secteurs de la GRC dans notre Division en matière de renseignements, et offre également des conseils éclairés à la Direction relativement à l'élaboration des stratégies provinciales et nationales de répression de la criminalité.

### Services de protection
La GRC fait figure de leader dans la prestation des services de protection, lesquels constituent un important secteur d'activité de la police fédérale au Québec et ne laissent aucune place à l'erreur. Les policiers exercent des fonctions à risque élevé en protégeant les personnalités de marque et leur conjoint, y compris le premier ministre du Canada et le gouverneur général, les chefs d'État étrangers et certains dignitaires lors de leur séjour en territoire québécois.

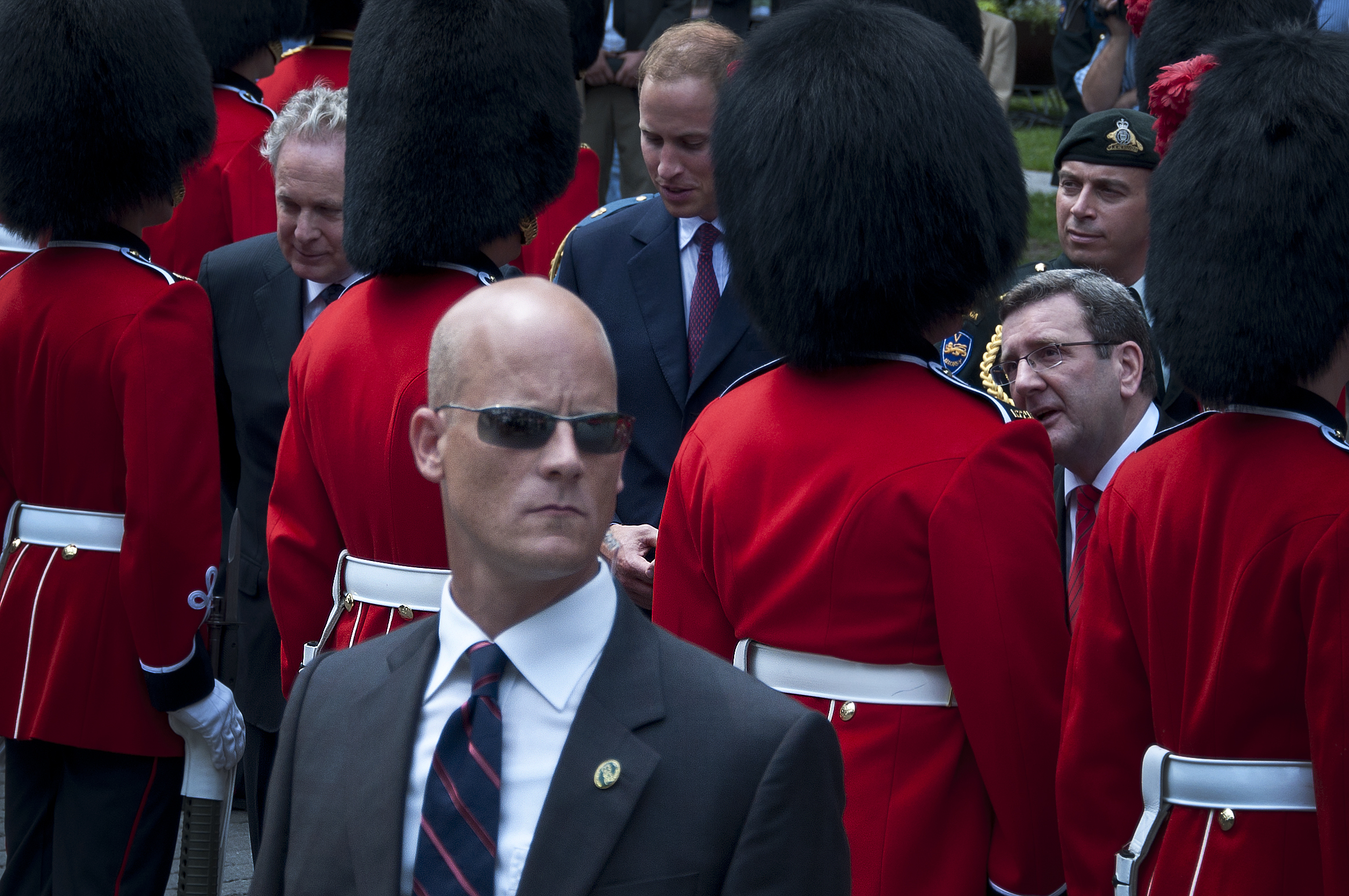
Service de protection lors de la visite du prince William, ici accompagné du premier ministre du Québec, Jean Charest, et du maire de Québec, Régis Labeaume.

La Section de la protection des personnes de marque (SPPDM) a deux mandats très importants. Le premier consiste à assurer une liaison consulaire avec les consulats sur notre territoire. Ce travail consiste à assurer une liaison étroite afin d'assurer la sécurité physique des lieux et des consuls généraux. Les policiers ont aussi la tâche de répondre aux différentes demandes émanant des consulats.
Les membres maintiennent le contact avec les consulats afin de s'assurer que tout fonctionne bien et, par le fait même, ils en profitent pour tisser des liens de communication et de collaboration avec les représentants des pays étrangers.
Le second mandat est relatif aux personnes jouissant d'une protection internationale et qui ont droit, en vertu du Code criminel du Canada, à une protection dont le niveau varie, lorsqu'elles sont en sol canadien. Ils assurent donc la protection physique des chefs d'État étrangers, des ambassadeurs et des consuls en visite au Québec.
Ils veillent également à la protection physique du premier ministre du Canada, du gouverneur général, de deux ex-premiers ministres ainsi qu'à la sécurité des chefs des partis politiques du Canada lors d'élections fédérales. Les membres travaillant à la SPPDM ont à effectuer les fonctions suivantes : 
- garde du corps
- chauffeur dans les convois
- assurer la sécurité des sites
- assurer la sécurité à la chambre
- assurer la sécurité lors des déplacements aériens

## Quelques enquêtes majeures des 15 dernières années
La GRC a mené au cours de son histoire de multiples enquêtes d'envergure nationale et internationale. Voici un échantillon de quelques enquêtes qui ont  fait la renommée de la GRC au Québec.

### Projet Colisée

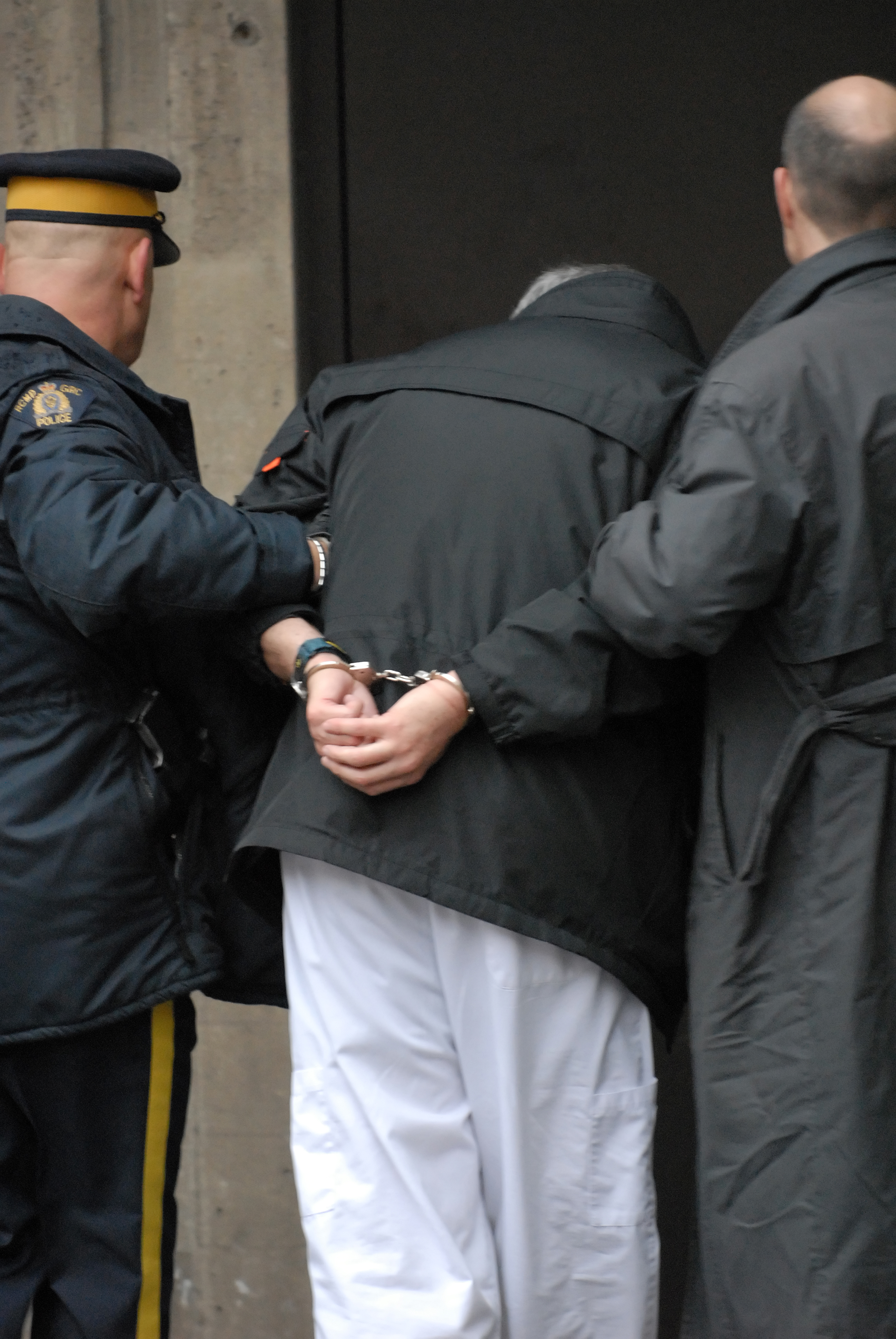
Arrestation d'un suspect.

Le 22 novembre 2006, les policiers de l'Unité mixte d'enquête sur le crime organisé (UMECO) de la GRC mènent l'opération Colisée, une enquête de plusieurs années visant le clan Rizzuto à Montréal. Mobilisant environ 700 policiers, elle entraîne la plus importante rafle antimafia de l'histoire canadienne.

### Projet Celsius
Le 18 avril 2012, les policiers de la GRC ont procédé à l'arrestation de neuf individus qui seraient reliés à une série d'importations de haschich totalisant 43,3 tonnes métriques. Cette opération policière d'envergure internationale a été réalisée avec la collaboration des autorités du Pakistan, de l'Italie, de la Belgique et des États-Unis.
Cette enquête, baptisée CELSIUS, a été amorcée à l'été 2010 par la Section de la lutte antidrogue, conjointement avec l'Équipe nationale d'enquêtes portuaires de la GRC à Montréal et à Halifax. Elle témoigne de l'engagement réel des policiers canadiens à combattre les organisations criminelles locales qui ont des ramifications à l'étranger et qui infiltrent les industries légitimes de notre pays pour commettre leurs crimes, tout en compromettant la sécurité des communautés.
L'enquête a été amorcée à la suite de la découverte de drogue dans des conteneurs provenant d'outre-mer par l'Agence des services frontaliers du Canada (ASFC), aux ports de Montréal et d'Halifax en 2009 et 2010.
Cette enquête a révélé que l'organisation criminelle impliquée s'approvisionnait en drogue au Moyen-Orient, principalement au Pakistan. La drogue était dissimulée dans des conteneurs, puis transitait par plusieurs ports pour ensuite être acheminée vers le Canada par bateau. Certains conteneurs ciblés ont été saisis au Pakistan tandis que les autres ont été interceptés en cours de route, notamment en Italie et en Belgique.

### Projet Chabanel

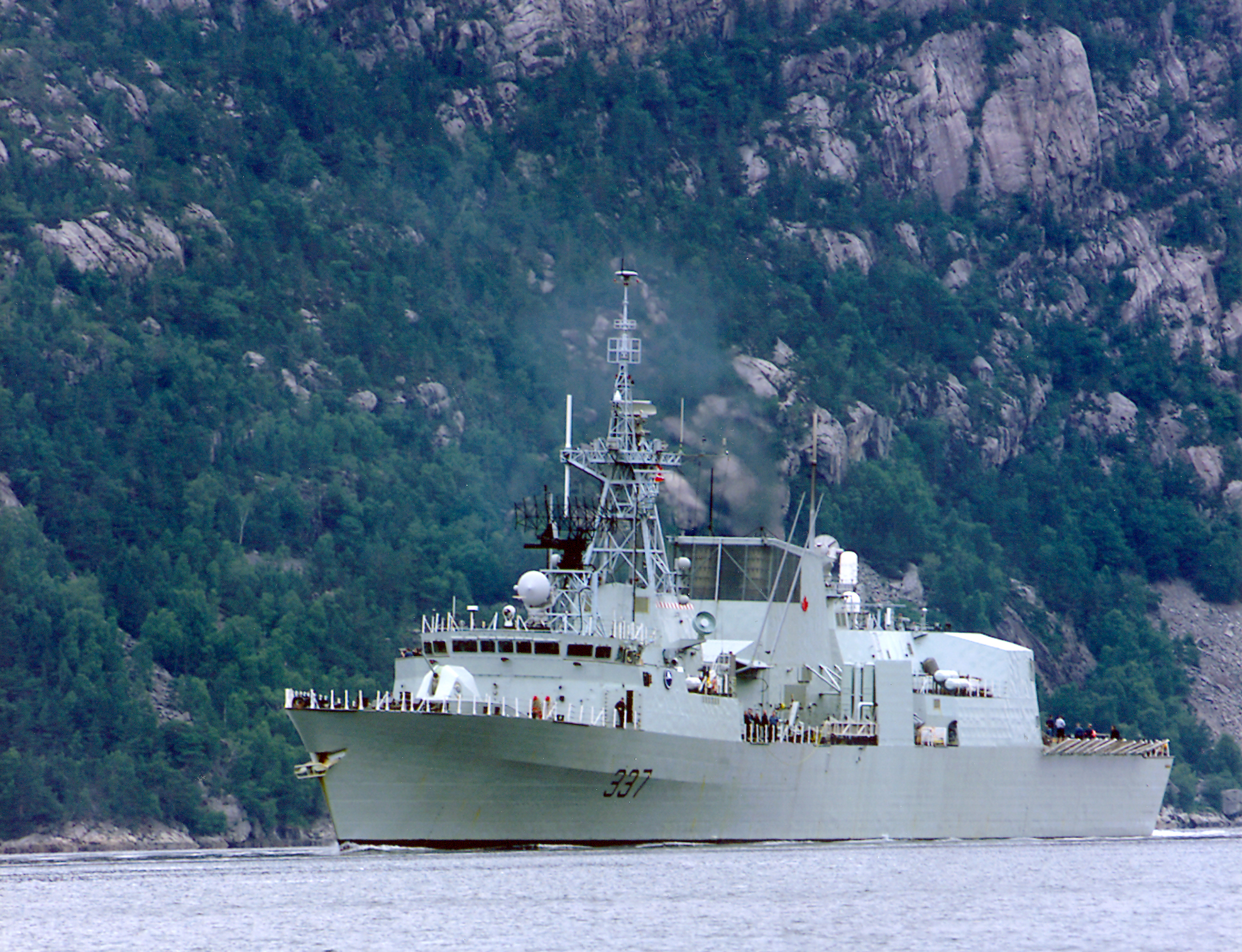
Le navire de la GRC lors de l'opération Chabanel.

Le 10 mai 2006, la Gendarmerie royale du Canada a exécuté une opération unique en son genre en saisissant directement des fournisseurs, au large de l'Afrique, l'impressionnante quantité de 22,5 tonnes métriques de haschich destinée au marché canadien. Trois conspirateurs liés au groupe criminalisé Gang de l'Ouest ont été arrêtés, ce qui signifie l'anéantissement d'une cellule « importation » de cette organisation criminelle montréalaise.
Baptisée « projet Chabanel », cette opération a été réalisée grâce à l'étroite collaboration du ministère de la Défense nationale du Canada et des agents de liaison de la GRC en Angleterre, au Maroc, au Pakistan, aux Émirats arabes unis et en Espagne. Ce sont les enquêteurs de la Section des stupéfiants de la GRC de Montréal et d'Halifax qui ont orchestré dans les moindres détails cette opération policière d'envergure internationale. Ils ont mis plus d'un an et demi à réaliser le tout.
L'enquête a été amorcée à la suite d'une collecte de renseignements qui permettaient d'impliquer un individu relié au Gang de l'Ouest, à une importation majeure de haschich en provenance de l'Afrique. Cette organisation devait au préalable se trouver un équipage ainsi qu'un navire adapté pour le voyage en haute mer et le transport de la drogue.
La GRC a donc lancé le « Projet Chabanel ». Un navire a été affrété pour les fins de l'opération. Ce navire s'est rendu à un endroit prédéterminé à environ 200 milles au large de l'Angola, en Afrique australe. C'est à cet endroit que la drogue a été transbordée du navire fournisseur, dont l'équipage était majoritairement composé de marins d'origine philippine, à celui de la GRC. L'équipage de la GRC a passé plus de 43 jours en haute mer pour mettre la main sur les 22,5 tonnes métriques de haschich et ainsi éviter que cette drogue ne se retrouve dans les communautés canadiennes.
Pour assurer la sécurité des policiers et servir de base de commandement, le NCSM Fredericton, une frégate du ministère de la Défense nationale du Canada, a suivi le bateau de la GRC et était prête à intervenir et fournir l'assistance nécessaire lors du voyage.
Après le transbordement de la drogue à bord du navire de la GRC, celle-ci a été introduite au pays et transportée sous haute escorte policière de la GRC vers Montréal. Cette drogue devait être livrée le 2 juin 2006 à l'organisation de la Gang de l'Ouest. C'est à ce moment que les arrestations ont été effectuées. Outre la saisie de 22,5 tonnes de haschich, un montant de 195 000 $ en devises canadiennes a été saisi de ce groupe criminel.
Un prix a été décerné à la GRC pour l'opération Chabanel. En effet, la Division C de la Gendarmerie royale du Canada, la division responsable de l'application des lois fédérales au Québec et dans le sud-est de l'Ontario, est fière du prix de reconnaissance IACP/ChoicePoint Award for Excellence in Criminal Investigations qui a été décerné à sa Section de lutte antidrogue de Montréal par l'Association internationale des chefs de police pour une opération menée en haute mer. Un prix que la GRC a tenu à partager avec la Défense nationale du Canada.

### Projet Compote
En 1990, dans le cadre du projet Compote, l'Unité mixte des produits de la criminalité a aménagé son propre bureau de change, le Centre international monétaire de Montréal, par l'entremise duquel plusieurs trafiquants ont été piégés alors qu'ils utilisaient ce bureau pour blanchir l'argent de la drogue. Les employés de ce bureau, qui étaient en fait des policiers de la GRC, avaient tous été formés par la Banque Nationale du Canada, afin de devenir des caissiers modèles.
Cette opération, qui permit d'épingler une foule de criminels, mena à l'arrestation de 46 personnes, à la fin août 1994. Plus de 165 millions de dollars ont été interceptés par ce bureau de change fictif, dont 140 millions provenaient de criminels.

### Projet Cléopâtre
En juin 2006, plus de 350 policiers ont participé à une vaste opération visant le démantèlement d'une organisation criminelle spécialisée dans le trafic et l'exportation de marijuana et d'ecstasy vers les États-Unis, ainsi que dans le blanchiment d'argent. Un total de 42 perquisitions ont eu lieu en Estrie et dans la région de Montréal pour mener à l'arrestation de 36 personnes, dont une résidente de Kanesatake, la présumée tête dirigeante de ce réseau.
Cette vaste enquête, baptisée « opération Cléopâtre », a été menée par les policiers de l'Unité mixte d'enquête sur le crime organisé autochtone. Des accusations de gangstérisme, de trafic de drogue, de complot pour trafic de drogue, de recyclage de produits de la criminalité, de possession d'armes prohibées ont été portées contre les membres de ce réseau. Un total de 125 chefs d'accusation ont été déposés contre les 36 suspects.
Dans le cadre de cette opération internationale d'envergure, l'UMECO-A a remporté le prestigieux prix Motorola Webber Seavey Award for Quality in Law Enforcement le 16 octobre 2006. Le prix, remis lors de la conférence annuelle de l'Association internationale des chefs de police à Boston, a pour but de récompenser les programmes de police innovateurs qui peuvent servir de modèle aux organismes d'application de la loi partout dans le monde.

### Affaire Norbourg
Le 18 juin 2008 à Montréal, la GRC a confirmé avoir conclu son enquête visant à faire la lumière sur des actes criminels qui ont causé préjudice à quelque 9 200 détenteurs de parts de fonds communs de placement gérés par Norbourg. Cette enquête criminelle a permis de démontrer que six personnes auraient participé ou facilité des fraudes totalisant environ 95 millions de dollars. L'enquête qui a été réalisée par l'Équipe intégrée - Police des marchés financiers (EIPMF) s'est terminée  avec l'arrestation de six personnes liées de près aux activités de l'entreprise Norbourg, dont son PDG, Vincent Lacroix.
Les six suspects ont fait face à des accusations criminelles de complot pour fraude, de complot pour fabrication de faux documents, de fabrication de faux documents, de fraude et de blanchiment d'argent. Les crimes reprochés aux suspects se seraient produits entre la période du 20 septembre 2002 et du 25 août 2005. Quelque 922 accusations combinées ont été déposées dans le cadre de l'enquête criminelle menée par l'EIPMF.
Cette enquête a été menée de façon prioritaire et stratégique par l'EIPMF. Elle visait à démontrer des actes illégaux, mais également à prouver hors de tout doute les intentions criminelles de ses auteurs. Elle a été amorcée à la suite de la perquisition réalisée dans les locaux de Norbourg, le 25 août 2005.
Cette perquisition a mené à la saisie et à l'analyse de quelque 1 500 boîtes contenant plus d'un million de documents divers et des millions de fichiers informatisés. Cette enquête criminelle a porté sur l'analyse de 125 transactions douteuses sur lesquelles, l'EIPMF a découvert 112 détournements qui seraient de nature frauduleuse et qui auraient été perpétrés entre 2002 et 2005.
La preuve colligée dans l'enquête de l'EIPMF tend également à démontrer que les accusés auraient élaboré et mis en place un système de fabrication de faux documents qui aurait servi à camoufler les traces des détournements et maquiller la provenance des fonds ayant permis à Vincent Lacroix de réaliser plusieurs acquisitions personnelles ou corporatives.

## L'engagement de la GRC au Québec, dans la communauté, et auprès de ses employés
Outre les enquêtes, les membres ont également pour objectif d'être présents à de nombreux événements communautaires et multiculturels. L'engagement de la Division C dans la réalisation d'événements régionaux se caractérise par diverses initiatives de sensibilisation, d'activités de nature caritative et de conférences nationales et internationales.

### Service de sensibilisation aux drogues et au crime organisé
Plusieurs efforts sont déployés par les enquêteurs de la Division C pour freiner les activités des trafiquants de stupéfiants. Mais un secteur est davantage axé sur la prévention : il s'agit du Service de sensibilisation aux drogues et au crime organisé.
L'équipe du Service de sensibilisation aux drogues et au crime organisé de la GRC (SSDCO) est formée de policiers et de professionnels spécialisés dans le domaine des drogues. Le SSDCO s'intéresse étroitement aux nouvelles tendances et réalités sur le terrain afin d'être proactif dans l'identification des problèmes reliés à la consommation de drogues dans les différents milieux.
Le Service de sensibilisation aux drogues et au crime organisé de la GRC, par l'entremise de partenariats, s'engage à assurer la santé et la sécurité des collectivités en fournissant à tous les Canadiens les ressources nécessaires pour réduire considérablement la consommation de drogues, la toxicomanie et les problèmes liés au crime organisé. Le SSDCO s'engage à :
- faire participer les collectivités en faisant la promotion des bienfaits d'un mode de vie sain et en fournissant aux Canadiens les compétences et les renseignements nécessaires à la prise de décisions éclairées et informées;

- assurer un leadership en coordonnant les initiatives et les programmes de prévention de la toxicomanie et de sensibilisation aux drogues qui favorisent la réduction de l'offre et de la demande;

- améliorer la compréhension des Canadiens de la portée et de l'influence du crime organisé, et de ses répercussions sur les individus et la société dans son ensemble;

- faire de la population canadienne un partenaire important des forces de l'ordre en vue de combattre et de réduire les effets du crime organisé au Canada.

Le Service de sensibilisation aux drogues et au crime organisé de la GRC vise à mobiliser, soutenir et former les divers intervenants qui travaillent auprès d'une clientèle touchée par la toxicomanie. Leurs services s'adressent aux : 
- Corps policiers
- Intervenants en toxicomanie
- Intervenants du milieu communautaire
- Professionnels de la santé
- Éducateurs, personnel et jeunes des collèges et universités (pour les enfants et jeunes adolescents, adressez-vous à votre service de police local pour vos besoins en matière de prévention)
- Parents d'adolescents et de jeunes adultes (16-24 ans)
- Communautés autochtones
- Tables de concertation
- Milieux professionnels privés ou publics (Programmes d'aide aux employés)
- Agences gouvernementales

#### Un outil de référence essentiel
Le Service de sensibilisation aux drogues et au crime organisé (SSDCO) a lancé à l'automne 2013 un tout nouvel outil d'information et de sensibilisation en matière de drogue. Le Tableau de sensibilisation aux drogues est un outil de référence sur les principales substances et tendances de l'heure. On y retrouve de plus des messages de prévention et des ressources d'aide.
Le Tableau est actuellement distribué à travers la province de Québec auprès de tous les clients et partenaires de la GRC, soit : les corps policiers, les intervenants en toxicomanie, les divers acteurs du domaine médical, communautaire et carcéral, les éducateurs ainsi que le personnel des agences.

## Missions de paix internationales

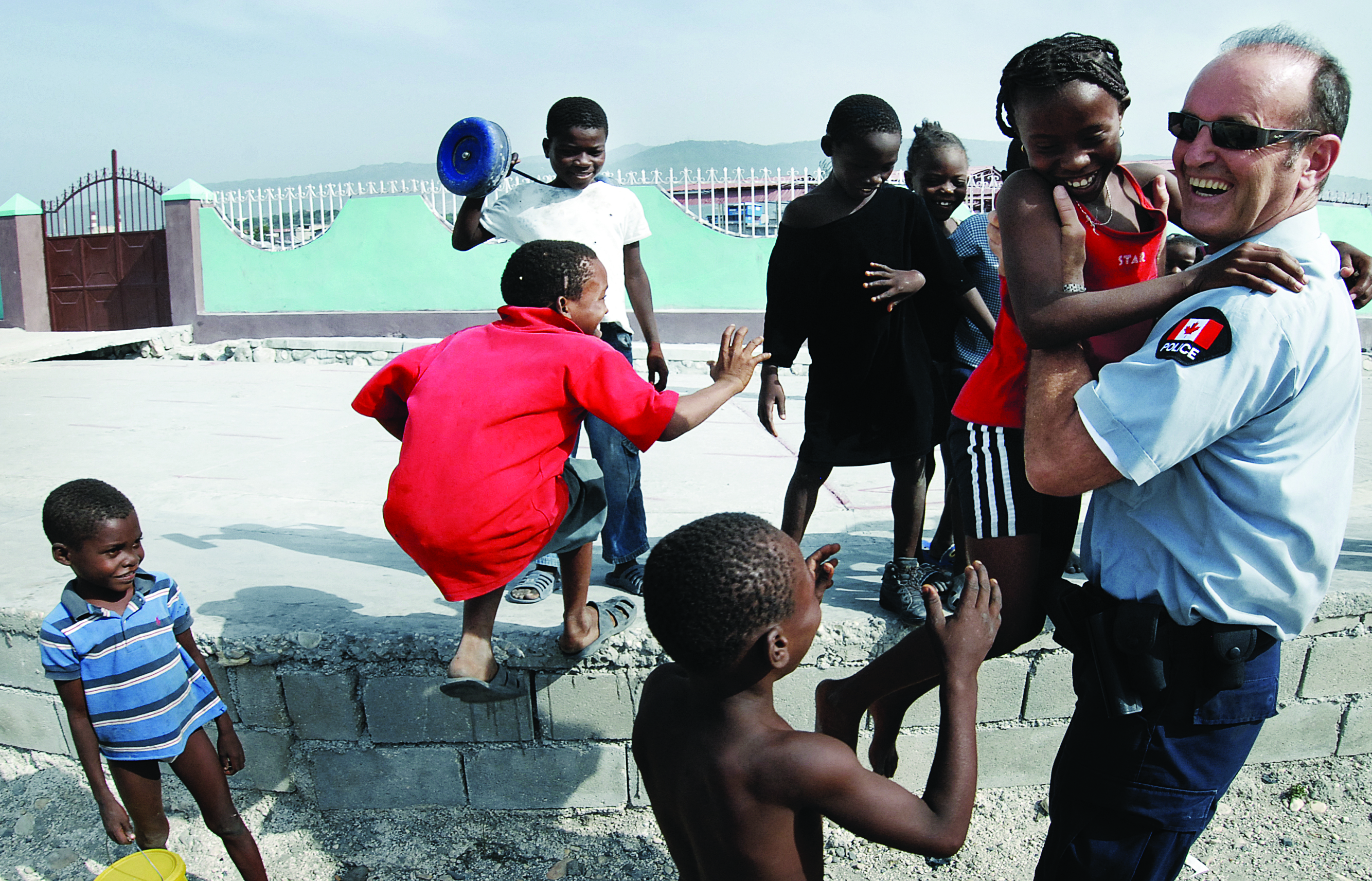
Un policier de la GRC en Haïti.

Depuis 1989, le Canada déploie des policiers dans le cadre de diverses missions de la paix à l'étranger. Ces agents participent à la réorganisation et au renforcement des services de police dans les pays ayant vécu des conflits ou des bouleversements.
En aidant la police étrangère à être mieux en mesure de maintenir l'ordre public, les policiers canadiens, en collaboration avec des partenaires internationaux, contribuent à instaurer un climat plus sécuritaire et plus stable dans ces pays. Un tel climat facilite ensuite le développement à long terme et permet d'éviter que des activités illicites ne franchissent les frontières d'autres pays, y compris celles du Canada.
La GRC gère le déploiement des policiers canadiens, en veillant notamment à planifier et à évaluer les missions, à sélectionner et à former le personnel provenant de partout au pays, puis à lui fournir du soutien tout au long de la mission.
Les policiers canadiens en service à l'étranger proviennent des services de police municipaux, provinciaux et régionaux ainsi que de la GRC, et possèdent un bagage varié.
À chaque mission, ils sont appelés à effectuer des tâches très diversifiées, notamment, former et guider leurs homologues policiers, veiller à la sécurité lors d'élections, assurer l'assistance humanitaire et enquêter sur les violations des droits de la personne.
Les missions de paix offrent aux policiers l'occasion unique de contribuer à la sécurité des pays instables. Ces expériences permettent aussi aux policiers d'améliorer leurs compétences en leadership, dans la résolution de problèmes et dans leur efficacité interculturelle, ce qui bénéficie les services de police participants ainsi que les communautés qu'ils desservent.
Quelques données :
- La participation de la police canadienne aux opérations de paix internationales a débuté en 1989. Le 25e anniversaire sera souligné en 2014.

- Plus de 3 000 policiers canadiens ont participé à près de 60 opérations de paix depuis 1989.

- La participation des policiers municipaux et provinciaux aux opérations internationales remonte à 1995.

- Aujourd'hui, près de 130 policiers canadiens sont déployés dans des opérations de paix en Afghanistan, dans la Cisjordanie et en Haïti. De plus, un conseiller supérieur en matière de police est attaché à la Mission permanente du Canada auprès des Nations unies à New York.

## La Troupe d'honneur de la Division C
Créée en 1988, la troupe d'honneur de la GRC est formée de volontaires provenant de différentes sections à travers la Division C.
Les membres de la troupe visitent les personnes âgées, les enfants malades dans les hôpitaux, aident lors de collectes de fonds des organismes à but non lucratif et surtout, représentent le Canada en participant à toutes sortes d'événements publiques tant à l'intérieur qu'à l'extérieur de nos frontières.

### Corps de cornemuseurs et de tambours de la Division[12]

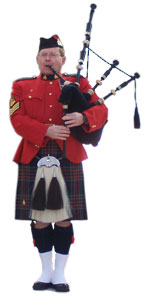
Un cornemuseur en uniforme.

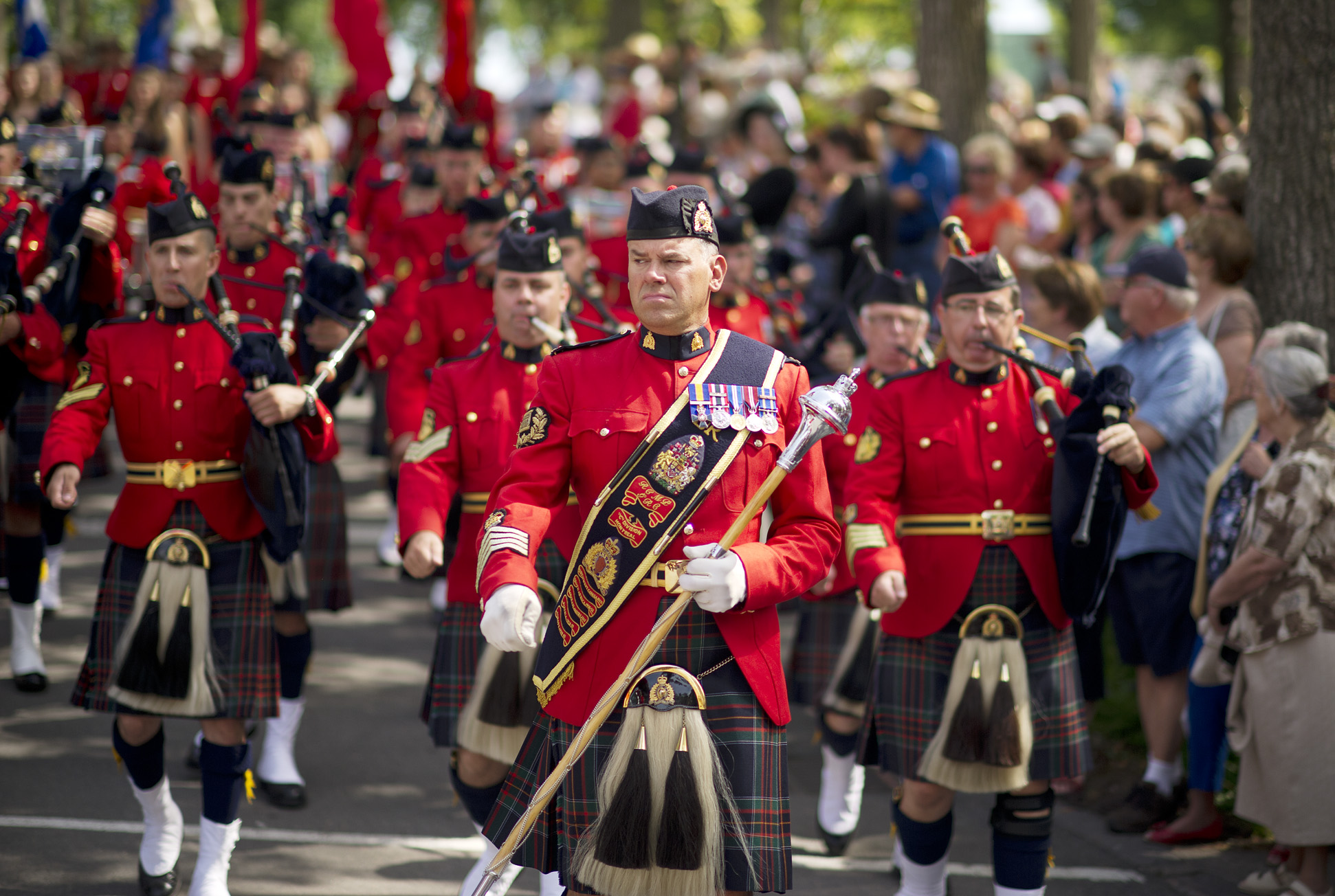
Le Corps de cornemuseurs et de tambours à l'occasion d'un défilé.

Le Corps de cornemuseurs et de tambours de la Division C est situé au quartier général de la Gendarmerie royale du Canada à Montréal et sert les collectivités de la région.
Le Corps est formé de policiers et de citoyens volontaires qui présentent et partagent leurs talents musicaux au profit des collectivités qu'ils servent. La musique rassemble jeunes et moins jeunes, et ceci permet de rapprocher la communauté de son service de police national. Le mandat du Corps de cornemuseurs et de tambours est de mettre la musique 
au profit des citoyens.
Le Corps de cornemuseurs et de tambours se produit en public et en soutien d'activités régionales et communautaires telles que des événements de charité, des collectes 
de fonds, des cérémonies sportives et culturelles, des festivals, des défilés, des services commémoratifs, des cérémonies pour le compte de la Gendarmerie royale du Canada et autres organismes.
Les prestations sont adaptées en fonction de chaque occasion, qu'il s'agisse d'un :
- défilé ;
- spectacle de troupe ;
- spectacle à troupe réduite ;
- numéro de cornemuseur soliste.